# Pierre Goldman
Pierre Goldman   (7è districte de Lió, 22 de juny de 1944 - place de l'Abbé-Georges-Hénocque i 13è districte de París, 20 de setembre de 1979) fou un activista polític, periodista i escriptor francès, amb posicionaments partidaris del comunisme, l'antifeixisme i l'antiimperialisme. Fill de pares jueus d'origen polonès compromesos amb la Resistència francesa contra l'ocupació nazi. Va morir assassinat als carrers de París, presumptament a mans dels esquadrons de la mort del Batallón Vasco Español, després d'haver estat empresonat i alliberat arran d'un procés judicial controvertit, que el 2023 va donar peu a una pel·lícula dirigida per Cédric Kahn i titulada Le procès Goldman.
Fou una icona de l'esquerra revolucionària francesa en els anys posteriors al Maig del 1968 i dels somnis de canvis en la societat que aquells esdeveniments van generar.

## Biografia
Fill d'Alter Mojze Goldman i de Janine Sochaczewska, tots dos jueus polonesos vinguts a França durant el període d'entreguerres. Durant la Segona Guerra Mundial, tots dos van militar i foren dirigents de l'organització comunista resistent FTP-MOI (Francs-tireurs et partisans - Main-d’oeuvre immigrée). La mare era vídua d'un brigadista que va morir a la Guerra Civil espanyola, i filla d'un resistent executat per la Gestapo. Tanmateix, l'anomenaven «la Pasionaria jueva».
Pierre Goldman va néixer dues setmanes abans del Desembarcament de Normandia. Després de l'alliberament de França, la família s'instal·là a París. La mare treballava a l'ambaixada polonesa, però el 1948 va ser deportada a Polònia sota la sospita «d'espionatge comunista». El dia de l'expulsió, el pare va segrestar el nen i el va confiar a la seva tia, fins que l'any següent el va recuperar i se'n va cuidar juntament amb la seva nova esposa, Ruth Ambrunn. D'aquest nou matrimoni nasqueren tres germans: Évelyne, Jean-Jacques i Robert. El matrimoni acabà separant-se del Partit Comunista Francès arran dels episodis antisemites de 1952-1953 a la Unió Soviètica. A l'edat de 13 anys, Pierre Goldman va tornar a veure la seva mare, a la qual admirava.
Als 15 anys, va ingressar a les Joventuts Comunistes, l'organització més implicada contra la Guerra d'Algèria. Més endavant, s'inscriví a la Universitat de la Sorbona per a estudiar filosofia i allà s'incorporà al Front universitaire antifasciste (FUA), que era el servei d'ordre de la Union Nationale des Étudiants de France (UNEF) i que tenia per missió protegir els mítings que feia el sindicat contra la Guerra d'Algèria, especialment dels atacs que patien per part dels grups d'extrema dreta favorables a la guerra. Un dia fou encerclat i apallissat per deu feixistes.
Posteriorment s'incorporà a la Union des étudiants communistes, que era l'organització juvenil del Partit Comunista Francès. Això no obstant, en alguns moments són crítics amb les directrius del partit. El sector crític, clarament antiestalinista, finalment és apartat de l'organització. Els companys de Goldman acaben creant nous partits d'extrema esquerra, un de trotskista i un de maoista, però ell se'n manté al marge i deixa de militar. Això sí, es presta a col·laborar quan li demanen de fer de servei d'ordre en actes puntuals, com durant la campanya contra la Guerra del Vietnam, on s'ha d’encarregar de protegir la delegació vietnamita que hi és convidada. Durant aquest període de militància, coneix a qui serà més tard la seva esposa, Christiane, una jove originària de la colònia francesa de Guadalupe. Des de l’estiu del 1964 es comença a interessar per la música llatinoamericana, al mateix temps que es relaciona amb els estudiants guadelupencs.
El dia 1 de novembre de 1966 s'havia de presentar a la caserna de Nancy per a començar el servei militar i no ho fa: deserta i es refugia a casa de la seva mare, a Polònia, durant 8 mesos. El juny del 1967 se’n va a Cuba amb un vaixell alemany i allà s'implica en les activitats de solidaritat amb les lluites revolucionàries de diferents països, fent de traductor i treballant al secretariat de l'Organització de Solidaritat dels Pobles d'Àfrica, Àsia i Amèrica Llatina (OSPAA). Allà coneix un jove metge representant dels grups independentistes guadalupencs, aprèn la llengua criolla, i en els seus dos retorns a França (el 1967 i el 1969) es relaciona amb joves estudiants guadalupencs, músics i independentistes.
El 1968, de la mà d'un amic veneçolà fet a Cuba, s'integra durant un any en un grup veneçolà que intenta reagrupar diferents organitzacions guerrilleres escindides del Partit Comunista de Veneçuela, en la línia foquista preconitzada pel Che Guevara de crear «un, dos, diversos Vietnams» contra l'imperialisme. L'intent no reïx, i de fet no cometen cap acció armada. Tot i que Goldman reconeixerà amb humilitat que la rigorositat de la vida clandestina ha estat per a ell una escola d'austeritat i de convivència.
Goldman i el seu amic veneçolà retornen a París l'octubre de 1969. S'instal·la a casa del seu pare, però allà s'assabenta que està en crida i cerca per desertor i se'n va a viure a casa de diversos amics criolls. El 4 de desembre de 1969 realitza un atracament en una farmàcia de París i roba 2.500 francs. Dues setmanes després, el dia 20, s'emporta 23.000 francs en un nou atracament als magatzems Vog, realitzat a cara descoberta davant de diversos testimonis. Pocs dies després, el 16 de gener, comet un tercer atracament, aquest contra un funcionari encarregat de pagar els ajuts familiars, a qui roba 8.000 francs després de donar-li un cop al cap amb la culata de la pistola.
El 8 d'abril de 1970 s'instal·la a casa d'un dels seus amics, en Marc Kravetz, i a la tarda hi és detingut per la policia. Li troben a sobre un passaport veneçolà fals, i en un registre a casa d'un altre amic, hi troben la seva pistola. Goldman reconeix ser l'autor dels tres robatoris, però nega ser-ho d'un quart atracament que li volen imputar. Aquest altre atracament s'havia comès en una farmàcia parisenca el dia abans del dels magatzems Vog, i l'atracador havia disparat i matat les dues farmacèutiques i havia ferit greument un testimoni i un policia que havia intentat detenir-lo.

## El procés judicial
El 9 de desembre del 1974 comença el judici davant la Cour d’assises de París. El procés judicial contra Pierre Goldman està farcit d’irregularitats. Els dubtes no es plantegen en el cas dels tres robatoris reconeguts per ell des del primer moment, sinó en l’atracament amb morts que ell sempre va negar ser-ne l’autor. L’aspecte més criticat és que la seva foto (atribuint-li l’autoria de les morts) es publica a la premsa abans de prendre declaració als diferents testimonis, cosa que podia induir a aquests a acusar-lo, oi més quan es tractava de testimonis que havien vist els fets des d’una certa distància. A més, alguns d’ells havien afirmat inicialment que l’atracador era de pell fosca («mulat», «home de color»...) per canviar d’opinió dies o setmanes després. Per altra banda, les proves de balística demostren que l’arma de Goldman no és la que ha matat les farmacèutiques i ha ferit als altres. A més, el jutge descarta tant el testimoni de diferents amics antillesos que afirmen que aquell dia Goldman havia estat a casa seva, com el del dentista que aquell mateix dia l’havia atès a la seva consulta per un mal de queixal. El jutge també descarta de fer cap reconstitució dels fets, com era habitual en casos d’aquesta gravetat. Finalment, resulta que el president del tribunal era amic íntim del jutge d’instrucció que havia redactat l’acta d’acusació. Davant la falta de proves convincents, i davant el fet que Goldman aportava una coartada que l’eximia, el fiscal va centrar la seva argumentació sobre els aspectes de la personalitat i de la militància de Goldman per a concloure que era intel·ligent però contestatari, i que podia ser violent.
El 14 de desembre del 1974 es dicta la sentència i se’l condemna a presó en perpetuïtat, que s’afegeix a la condemna anterior de 9 mesos per desertor. D’entre el públic de la sala se senten crits de «jurats assassins!», «racistes!» i sobretot «innocent!, innocent!».
A la presó, el comportament de Goldman sembla excel·lent, i ho aprofita per fer la carrera de filosofia i la de llengua espanyola. També fa classes als altres presos. Alhora, l’antiga amiga guadelupenca, Christiane Succab (actualment periodista i documentalista de cinema), reprèn el contacte amb ell i s’acaben casant l’agost de 1976 a la presó de Fresnes.
A fora, dos dels seus germanastres promouen un comitè de suport, al qual es van afegint antics companys d’esquerres, artistes, i nombrosos intel·lectuals com Simone Signoret, Jean-Paul Sartre i Simone de Beauvoir. El diari Le Monde va ser condemnat per haver publicat un comunicat d’aquest comitè, i un setmanari d’esquerres va ser segrestat. Fins i tot polítics d’esquerres i de dreta es pronuncien per la innocència de Goldman, com és François Mitterrand i la ministra centrista Françoise Giroud. I el cantant Léo Ferré va compondre una cançó (Le Conditionnel de variétés) contra aquestes restriccions a la premsa.
Finalment, la Cort de cassació francesa anul·la la sentència per qüestions de forma, i se celebra un segon judici, que comença el 26 d’abril de 1976 a Amiens, davant la Cour d’assises de la Somme. Aquest judici es desenvolupa en un ambient força crispat. L’advocat de Goldman retreu la frase que el comissari Jobard havia expressat en una declaració: «en la mesura que Pierre Goldman és culpable, seria preferible de tenir-ne una prova material», frase que podria encaixar en les campanyes de criminalització dels moviments d’extrema esquerra d’aquells anys. El fiscal, per part seva, va intentar presentar un Goldman amb trastorns mentals assegurant que durant uns mesos de 1965 assistia a un hospital psiquiàtric, quan resulta que Goldman hi anava com a visitant d’uns amics seus. Segons el cineasta Cédric Kahn que ha dut aquest segon judici al cinema, Goldman i el seu advocat Georges Kiejman varen demostrar que s'havia fet una investigació exprés, «Goldman era el culpable ideal. Es va fer tot el possible per a fer convergir els testimonis en un mateix sentit».
El 4 de maig 1976 és absolt dels morts, però condemnat a 12 anys de reclusió criminal pels altres tres robatoris que ell ja havia reconegut de bell antuvi. I a l’octubre de 1976 és alliberat amb una reducció de pena que té en compte el seu bon comportament a la presó.
Però no se li acaben del tot els problemes judicials. Pierre Goldman, el 1975, havia publicat (a Éditions Le Seuil) el llibre Souvenirs obscurs d’un juif polonais né en France, del qual se’n van vendre uns 60.000 exemplars. I en el judici, tot i haver estat absolt penalment d’aquell quart atracament, fatalment no es va pensar a absoldre’l de la responsabilitat civil que l’obligava a fortes indemnitzacions a les víctimes, i especialment al policia ferit, de manera que el desembre del 1976 es va executar l’embargament, entre d'altres, dels seus drets d’autor.
Segons alguns autors, la vida i el judici de Pierre Goldman, judici que va ser seguit per tota la premsa, reflecteixen l’ambient d’una època on l’ideal d’una revolució semblava a l’abast de la mà.

## Escriptor i periodista
Malgrat l’èxit d’aquest primer llibre, el 1977 en publica un segon, també escrit durant la seva estada a la presó. Es tracta d’una novel·la policíaca, L’ordinaire mésaventure d’Archibald Rapopot. Tot i ser mera ficció, inspirada en els assassinats comesos per un personatge d’una novel·la precedent de Jean-Paul Sartre, hi ha qui fa circular rumors que es tractaria d’una certa confessió autobiogràfica, o que en realitat se’n riu dels seus camarades. Aquesta polèmica fa que alguns promotors se’n desentenguin i que el llibre sigui un cert fracàs de vendes.
Com a periodista, entra al setmanari Le Nouvel Observateur, fa part del comitè de redacció de Les Temps modernes (revista comunista de reflexió), i escriu regularment al diari Libération (sobretot cròniques musicals). Del diari Libération n’acabarà dimitint arran d’un fort enfrontament amb algun membre negacionista del comitè de redacció i amb uns dibuixants que pretenien publicar dibuixos amb creus gammades i amb contingut antisemita.
En un altre nivell, com a bon coneixedor de la dansa llatinoamericana, fou cofundador el 1978 de La Chapelle des Lombards, un alt lloc del jazz i de la música afrocubana. Ell mateix hi actua habitualment a les percussions.
Sent director de col·lecció a l’editorial Ramsay, està preparant una obra col·lectiva sobre «la nova dreta». El 1979 concedeix una entrevista a Le Monde on en parla obertament i amb inquietud: «a l’època de De Gaulle, entre l’extrema dreta i la dreta hi havia sang. La sang de la depuració i la sang de l'OAS. Avui en dia, s’està produint una amalgama».
En aquesta entrevista també es declara «profundament llibertari», antiestalinista, i reivindica la seva condició de jueu heterodox, contrari a les normes socials i religioses, posant l’èmfasi en la seva condició de «jueu comunista» enfront dels «jueus capitalistes». Sembla que va continuar militant clandestinament donant suport indistintament a grups comunistes, anarquistes o d’alliberament nacional.

### Llibres escrits per Pierre Goldman
- Souvenirs obscurs d'un juif polonais né en France, Ed. Seuil (1 gener 1977) / Ed. Points, París 8 abril 2005, 320 p., ISBN  978-2020371766.
- L'ordinaire mésaventure d'Archibald Rapoport (novel·la), Ed. Séguier, col. L’indéfinie, 2 maig 2019, 196 p., ISBN 9782840497813.

## L'assassinat
El 20 de setembre de 1979, a la plaça de l’Abbé-Georges-Hénocque de París, a pocs metres de casa seva, dos homes joves li disparen per l’esquena i el maten. Al cap de mitja hora, l’assassinat és reivindicat en nom del grup Honneur de la police, argumentant que havia estat absolt per un laxisme de la justícia i que algú havia d’actuar. Aquest grup, en una altra ocasió, ja havia assassinat un responsable del sindicat comunista CGT. Alguns testimonis de l’assassinat de Goldman diuen haver sentit als autors pronunciar alguna paraula en espanyol.
No s’ha arribat mai a aclarir qui n’eren els autors, tot i que existeixen dues hipòtesis que coincideixen a sospitar de militants d’extrema-dreta. Al moment dels fets, la premsa ho va atribuir a dos possibles delinqüents comuns. Però les hipòtesis que es mantenen com a més probables, tot i ser especulacions, es fonamenten en indicis reals, com la confessió a la televisió, el 2010, d’un antic paracaigudista i mercenari, militant d’extrema-dreta, amb el nom fals de Gustavo, que fou identificat dos anys abans de la seva mort com a René Resciniti de Says. En el moment d'aquesta confessió, el cas de l'assassinat de Goldman ja estava prescrit.
Altres testimonis posteriors (Jean-Paul Dollé en un llibre editat el 1997, Sílvia Braibant en un escrit posterior a Le Monde diplomatique, o l’expolicia Lucien Aimé-Blanc en la seva biografia publicada el 2006) encaixen amb les afirmacions d’aquest primer, i amb visualitzar un cert entramat de complicitats entre sectors afins.
Allà on divergeixen les dues hipòtesis és en qui podrien ser els instigadors, tot i que no tenen perquè ser contradictoris. Per uns, seria el SAC (Service d'action civique), la policia paral·lela d’extrema-dreta d’aquella època. Per altres, els GAL o el BVE espanyols que podien haver sospitat que la freqüentació de Goldman amb alguns militants bascos podia derivar en facilitar-los l’adquisició d’armes. S’han escrit llibres i molts articles especulant sobre aquestes possibilitats, però segueix sense aclarir-se del tot.
Prop de 15.000 persones assistiren al seu enterrament al cementiri del Père-Lachaise, entre les quals nombroses personalitats d’esquerres. Molt pocs dies després de l’assassinat, neix el seu fill Manuel. Molts dels seus companys d’extrema esquerra el tenien com un ídol mentre que altres, tot respectant-lo, expressaven opinions més matitzades, com Daniel Cohn-Bendit que en deia que “era un home d’esquerres, atípic i problemàtic”. Però molts sí que semblen coïncidir en considerar que la seva mort «marca la fi d'un cicle: el riu retorna al seu llit», significa «l'enterrament d'una època» d'il·lusions i d'utopies revolucionàries.

## Goldman en el cinema
Sobre Pierre Goldman se n’han fet dues pel·lícules franceses. Una, el 2011, Goldman, dirigida per Christophe Blanc, i realitzada per al Canal+ francès de televisió. L’altra, presentada el 27 de setembre de 2023 a Canes, Le procès Goldman, dirigida per Cédric Kahn, que relata les vicissituds judicials del segon judici.

### «Le procès Goldman»
Segons la crítica, la pel·lícula Le procès Goldman, de Cédric Kahn, no busca aclarir la veritable innocència del personatge, sinó que ens mostra la complexitat de «la feina del jurat, la necessitat i els límits de les regles de la justícia, la seva incapacitat per aclarir tots els aspectes de la veritat o el fet mateix que la veritat pugui ésser múltiple». Segons un altre comentarista, la pel·lícula ens presenta «un procés molt mediatitzat i altament inflamable, on el tribunal esdevé el lloc on es produeix un enfrontament polític intens entre dues França ja irreconciliables, oposades en pràcticament tots els temes i concepcions de la justícia. Un bàndol que s'auto-persuadeix de la culpabilitat de Pierre Goldman, recolzat per nombrosos testimonis (de fiabilitat dubtosa) (...) i sense disposar dela més mínima prova material. L'altre bàndol, fent costat a l'acusat, contesta sorollosament aquesta acusació i afirma que es tracta d'un complot polític muntat contra un home jueu i militant d'extrema esquerra».
La pel·lícula, produïda per la companyia Moonshaker Films, dura 116 minuts. El director, Cédric Kahn n'és alhora el guionista, juntament amb Nathalie Hertzberg. Els protagonistes de la pel·lícula són interpretats pels actors Arieh Worthalter (en el paper de Pierre Goldman) i Arthur Harari (en el del seu advocat Georges Kiejman). Els actors Jeremy Lewin i Christian Mazucchini interpreten els altres dos advocats de la defensa de Goldman; l'actor Aurélien Chaussade fa el paper de fiscal; i Stéphan Guérin-Tillié representa el de president del tribunal. Pràcticament, tot el film es desenvolupa a l'interior de la sala del tribunal, excepte uns moments a l'inici de la pel·lícula, que se situa al despatx de l'advocat Kiejman.

## Goldman en la cançó i el còmic
També se li han dedicat dues cançons: La vie d’un homme, de Maxime Le Forestier, que la va incloure en el seu àlbum Saltimbanque publicat el 1975; i Puisque tu pars, cançó escrita i cantada pel seu germanastre Jean-Jacques Goldman, que és músic, publicada al seu àlbum Entre gris clair et gris foncé editat el 1987. Fins i tot se n’ha publicat un còmic, obra d’Emmanuel Moynot, publicat a les edicions Futuropolis el 2012, amb el títol Pierre Goldman, la vie d’un autre.

## Llibres sobre Pierre Goldman
- DOLLÉ, Jean-Paul. L'insoumis. Vie et légendes de Pierre Goldman. Ed. Grasset, París 15 octubre 1997, 287 p., ISBN  9782246406112.
- PRAZAN, Michaël. Pierre Goldman, le frère de l'ombre. Ed. Seuil, París 18març 2005, 298 p., ISBN  978-2020678957.
- PIERRAT, Emmanuel. Juger Mai 68: l'affaire Goldman, 1974, suivi de J'ai choisi la liberté: l'affaire Kravc. Ed. Points, col. Points Doc, París 1 febrer 2018, ISBN  9782757872000.
- MOYNOT, Emmanuel. Pierre Goldman. La vie d'un autre. (historieta gràfica) Ed. Futuropolis, col. Albums, París 9 febrer 2012, 208 p., ISBN  9782754803687.